# Cyrtarachne grubei
Cyrtarachne grubei är en spindelart som först beskrevs av Eugen von Keyserling 1864.  Cyrtarachne grubei ingår i släktet Cyrtarachne och familjen hjulspindlar.
Artens utbredningsområde är Mauritius. Inga underarter finns listade i Catalogue of Life.